# Teorema di convergenza di Vitali
In analisi funzionale e teoria della misura, il teorema di convergenza di Vitali, il cui nome si deve a Giuseppe Vitali, è una generalizzazione del più noto teorema della convergenza dominata di Henri Lebesgue. Risulta utile quando non è possibile trovare la funzione "dominante" per la successione di funzioni considerata (se invece è possibile, il teorema della convergenza dominata segue come caso particolare).

## Il teorema
Sia {\displaystyle (X,{\mathcal {F}},\mu )} uno spazio di misura con misura positiva. Se:
- {\displaystyle \mu (X)<\infty }
- {\displaystyle \{f_{n}\}} è uniformemente integrabile
- {\displaystyle f_{n}(x)\to f(x)} quasi ovunque per {\displaystyle n\to \infty }
- {\displaystyle |f(x)|<\infty } quasi ovunque

allora si verifica:
- {\displaystyle f\in L^{1}(\mu )}
- {\displaystyle \lim _{n\to \infty }\int _{X}|f_{n}-f|d\mu =0}

Viceversa, sia {\displaystyle (X,{\mathcal {F}},\mu )} uno spazio di misura con misura positiva. Se:
- {\displaystyle \mu (X)<\infty }
- {\displaystyle f_{n}\in L^{1}(\mu )}
- {\displaystyle \lim _{n\to \infty }\int _{E}f_{n}d\mu } esiste per ogni {\displaystyle E\in {\mathcal {F}}}

allora {\displaystyle \{f_{n}\}} è uniformemente integrabile.

## Dimostrazione
Per mostrare che {\displaystyle f\in L^{1}(\mu )} si usa il lemma di Fatou:
{\displaystyle \int _{X}|f|d\mu \leq \liminf _{n\to \infty }\int _{X}|f_{n}|d\mu }
Utilizzando l'integrabilità uniforme si ha che:
{\displaystyle \int _{E}|f_{n}|d\mu <1}
dove {\displaystyle E} è un insieme tale che {\displaystyle \mu (E)<\delta }. Per il teorema di Egorov, inoltre, {\displaystyle {f_{n}}} converge uniformemente sull'insieme {\displaystyle E^{C}}. Si ha:
{\displaystyle \int _{E^{C}}|f_{n}-f_{p}|d\mu <1}
per un {\displaystyle p} abbastanza grande e per ogni {\displaystyle n>p}. Grazie alla disuguaglianza triangolare:
{\displaystyle \int _{E^{C}}|f_{n}|d\mu \leq \int _{E^{C}}|f_{p}|d\mu +1=M}
Applicando tale limite sul membro di destra del lemma di Fatou si ottiene quindi che {\displaystyle f\in L^{1}(\mu )}.
Per mostrare che {\displaystyle \lim _{n\to \infty }\int _{X}|f_{n}-f|d\mu =0} si utilizza il fatto che:
{\displaystyle \int _{X}|f-f_{n}|d\mu \leq \int _{E}|f|d\mu +\int _{E}|f_{n}|d\mu +\int _{E^{C}}|f-f_{n}|d\mu }
dove {\displaystyle E\in X} e {\displaystyle \mu (E)<\delta }. I termini al membro di destra sono limitati rispettivamente per quanto detto sopra, per l'integrabilità uniforme di {\displaystyle f_{n}}, e per il teorema di Egorov (per tutti gli {\displaystyle n>N}).